# Chính sách thị thực của Syria
Luật 2 năm 2014 về Nhập cảnh, xuất cảnh và cư trú của người nước ngoài tại Syria, công dân của tất cả các quốc gia cần thị thực để đến Syria. Thị thực phải được xin từ trước từ một trong những phái bộ ngoại giao của Syria.
Trước năm 2014, công dân của nhiều quốc gia Ả Rập được miễn thị thực, và công dân của các quốc gia Liên Xô cũ được xin thị thực tại cửa khẩu. Theo thông tin từ IATA chính phủ vẫn miễn thị thực với tất cả các công dân sinh ra tại Algeria, Bahrain, Jordan, Kuwait, Liban, Mauritania, Oman, Qatar, Ả Rập Xê Út, Sudan, Tunisia, Các Tiểu vương quốc Ả Rập Thống nhất và Yemen và cả công dân nữ giới của Maroc và không dân không cư trú của Iraq (sở hữu thị thực của một quốc gia thứ ba nên có thể xin thị thực tại cửa khẩu hoặc quá cảnh tại Syria để đến Iraq trong vòng 1 tuần) và Somalia trong khi theo một số nguồn thị thực tại cửa khẩu vẫn áp dụng với đa số công dân của Armenia, Azerbaijan, Belarus, Ai Cập, Gruzia, Iran, Kazakhstan, Kyrgyzstan, Malaysia, Moldova, Nga, Tajikistan, Turkmenistan, Ukraina và Uzbekistan. Miễn thị thực cũng áp dụng với người sở hữu hộ chiếu ngoại giao và công vụ của Nga. Một thỏa thuận miễn thị thực với người sở hữu hộ chiếu ngoại giao và công vụ được ký với Iraq và chưa được thông qua.
Từ chối nhập cảnh với người sở hữu hộ chiếu hoặc giấy tờ du hành có thị thực, con dấu của Israel hoặc biết cứ thông tin nào chỉ ra rằng hành khách này đã đến Israel hoặc có liên quan đến Nhà nước Israel.